# Margarita Escarpa
Margarita Escarpa (Madrid, 21 de agosto de 1964) es una guitarrista clásica española.

## Trayectoria
Escarpa nació en Madrid. Estudió en el Real Conservatorio Superior de Música de Madrid y actualmente es profesora del Conservatorio Superior de Vigo y es una reconocida profesional en España. Se destaca por sus actuaciones de Bach y recitales de música de cámara y ha actuado internacionalmente, incluso en los Estados Unidos y México.